# Ronny Van Holen
Ronny Van Holen (Aalst, 3 settembre 1959) è un ex ciclista su strada belga. Professionista dal 1981 al 1992, vinse diverse classiche belghe, tra cui la Freccia del Brabante 1984 e la Omloop Het Volk 1988.

## Palmarès
- 1977 (Juniores)

Classifica generale Vöslauer Jugend Tour
Campionati del mondo, Prova in linea Junior
- 1979 (Dilettanti)

1ª tappa Étoile du Sud
Parigi-Vailly
Romsée-Stavelot-Romsée
4ª tappa Grand Prix Tell (Passugg > Winterthur)
4ª tappa Grand Prix Tell (Stettlen > Alpnach)
1ª tappa Tour du Hainaut Occidental
3ª tappa, 1ª semitappa Tour du Hainaut Occidental
Classifica generale Tour du Hainaut Occidental
- 1980 (Dilettanti)

Bruxelles-Opwijk
4ª tappa Flèche du Sud
4ª tappa Sealink Race
1ª tappa, 1ª semitappa Tour de l'Yonne
- 1982 (Safir-Marc, due vittorie)

2ª tappa Deutschland Tour (Monaco di Baviera > Stoccarda)
Grand Prix Pino Cerami
- 1984 (Safir-Van de Ven, quattro vittorie)

5ª tappa Setmana Catalana (Barcellona > Sabadell)
Freccia del Brabante
7ª tappa, 2ª semitappa Volta Ciclista a Catalunya (Llançà > Gerona)
Grote Prijs Jef Scherens
- 1985 (Safir-Van de Ven, quattro vittorie)

Le Samyn
- 1986 (Lotto-Merckx, una vittoria)

Binche-Tournai-Binche
- 1987 (Lucas-Arkel, una vittoria)

Grote Prijs Jef Scherens
- 1988 (Roland, una vittoria)

Omloop Het Volk
- 1991 (Tulip Computers, una vittoria)

Druivenkoers

### Altri successi
- 1982 (Safir-Marc)

Prologo Vuelta a Aragón (cronosquadre)
- 1986 (Lotto-Merckx)

Omloop Mandel-Leie-Schelde

## Piazzamenti

### Grandi Giri
- Giro d'Italia

1981: ritirato
- Tour de France

1986: ritirato (16ª tappa)
1989: ritirato (12ª tappa)
- Vuelta a España

1984: 59º
1985: 74º
1987: ritirato
1989: 100º

### Classiche monumento
- Giro delle Fiandre

1984: 14º
1986: 5º
1987: 7º
1988: 16º
1992: 70º
- Parigi-Roubaix

1981: 30º
1984: 15º
1989: 16º
1992: 27º

### Competizioni mondiali
- Campionato del mondo

Vienna 1977 - In linea Juniores: vincitore
Valkenburg 1979 - Cronometro a squadre: 14º
Barcellona 1984 - In linea: ritirato